# 赵莉
赵莉（1963年4月—），出生于四川成都。1987年毕业于中央工艺美术学院装饰雕塑专业（现清华大学美术学院），国家一级美术师，中国美术家协会会员，中国雕塑学会会员。 多次参加全国美展，大展并获奖。曾在美国、德国、奥地利举办过展览。从2004年始，参加多次国际雕塑创作营活动。在中国、美国 、意大利、奥地利、匈牙利、韩国、斯洛文尼亚建有数十座公共艺术作品。
赵莉的作品被中国美术馆，中国国家博物馆，美国Carrillo's Cultural Center艺术中心，意大利Circolo Culturale “IL FARO”石雕艺术创作中心及其国外收藏家收藏。